# Саб кик
SubKick (Сабкик) — динамический микрофон в корпусе барабана. Он предназначен для записи бас-барабана (бочки), такой вид микрофона может записать очень низкие частоты (100 Гц 2000 Гц), в отличие от обычных микрофонов, которые на это неспособны.
Само устройство по факту не считается полноценным микрофоном, звук в музыке с использованием такого микрофона, никогда не звучит в одиночку. Всегда в миксе существует звук с обычного микрофона. Всё это работает принципом подмешивания звука с Сабкика к звуку обычного микрофона(и обычно подмешанный звук тише основного). Такой принцип можно сравнить с параллельной компрессией.
Его отличительная особенность заключается в том, что вместо привычной конструкции микрофона в корпусе расположен сверхнизкочастотный микрофон (конструкция крупного динамика). В свою очередь динамик имеет большую и толстую мембрану, которая считывает определённый диапазон частот.
Конструкция не должна никак мешать записи и реверберировать. Вместо пластиков на барабан натянуты защитные кевларовые сетки, не влияющие на звучание.